# Geological Survey of New South Wales
Der Geological Survey of New South Wales (Abk. GSNSW) ist die oberste staatliche Behörde auf dem Gebiet der Geowissenschaften im australischen Bundesstaat New South Wales. Das Hauptquartier befindet sich in Maitland und es werden weitere Dienststellen an anderen Orten unterhalten.

## Entwicklung
Der Gründung des geologischen Dienstes gingen einige grundlegende geowissenschaftliche Erkundungsarbeiten voraus. Gold- und Kohlefunde initiierten frühe Feldarbeiten. Von Leutnant Shortland ist 1797 die zufällige Entdeckung von Kohlevorkommen im Gebiet von Newcastle überliefert. Das Auffinden von Kupfer, Zinn- und Eisenerzlagerstätten ermutigten den Gouverneur von New South Wales zu der Absicht, einen geologischen Dienst zu gründen. Der Geologe William Branwhite Clarke (1798–1878) wirkte zwischen 1851 und 1853 als Regierungsberater. Zusammen mit dem Regierungsgeologen Samuel Stutchbury (1798–1859) betrieb er mineralogische und geologische Studien in New South Wales. Diese Arbeiten legten den Grundstein zur späteren Errichtung des geologischen Dienstes und bildeten die Basis für die erste geologische Karte von New South Wales, die im Jahre 1880 durch das Department of Mines herausgegeben wurde.

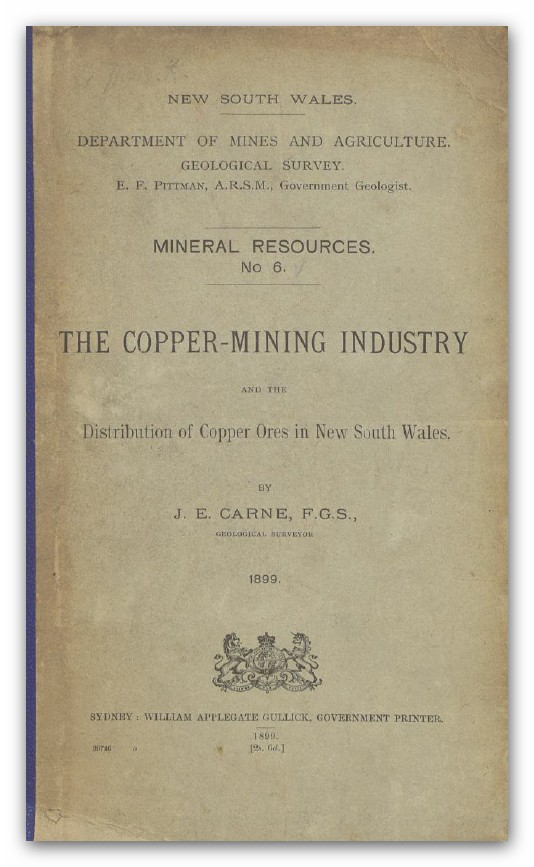
Titel des amtlichen Berichtes The Copper-Mining Industry of New South Wales von 1899

Die Regierung der früheren Kolonie New South Wales errichtete 1875 den Geological Survey of New South Wales, weil man sich erhoffte, weitere Bodenschätze auffinden zu können. Charles Smith Wilkinson (1843–1891), der vormalige Regierungsgeologe von Victoria, wurde zu dessen Direktor ernannt. Dieser hatte 1874 eine erste geologische Karte von einem Teilgebiet der Kolonie erarbeitet, die 1878 in gedruckter Form erschien.
Der Erste Weltkrieg erzeugte hohe Anforderungen an die Erkundung und Gewinnung mineralischer Ressourcen. Danach wandelte sich der Forschungsschwerpunkt in der Arbeit de Geological Survey of New South Wales hin zur Wassergewinnung. Von der Behörde ging im Zeitraum zwischen 1912 und 1928 die Initiative zu fünf Interstate Conferences on Artesian Water hervor, an der sich Geologen aus den heutigen Bundesstaaten Victoria, Queensland, South Australia, Western Australia und Tasmanien beteiligten.
Durch den Zweiten Weltkrieg entstand ein steigender Bedarf nach Rohstoffen von Kupfer, Molybdän, Wismut, Wolfram sowie Quarz und Kohle. Der geologische Dienst leistete hierzu der Regierung umfassende Beratungsdienste. 
In den 1970er Jahren veränderte sich die Funktion des geologischen Dienstes von einer bisher beratenden Rolle hin zu einer breit angelegten wissenschaftlichen Forschungsarbeit. In dieser Zeit entstanden zahlreiche Kooperationsprogramme mit Universitäten und Ministerien mehrerer Länder. Aus dieser Situation ging die Ausgabe einer neuen geologische Karte im Maßstab von 1:1.000.000 hervor und 1974 folgte eine tektonische Karte im gleichen Maßstab. Durch die Weiterentwicklung von Computer- und Speicherkapazitäten wurde in den 1970er und 1980er Jahren eine wachsende Menge an Geodaten verarbeitbar. Das ermöglichte differenziertere Analysen und die Modellierung von seismischen, gravimetrischen, magnetischen und radiometrischen Daten. Sie konnten später mit satellitengestützten, hochauflösenden Untersuchungsergebnissen ergänzt werden. Diese Entwicklung führte zu digitalen Geodaten und ihren modernen Produkten. Die letzte handgefertigte geologische Manuskriptkarte erstellte man hier 1993.

## Aufgaben
Zum Leistungsprofil des Geological Survey of New South Wales gehören:
- die geologische Kartierung
- geophysikalische Untersuchungen
- mineralogische Arbeiten einschließlich ihrer Vorkommen
- Gutachten zur Landnutzung
- Gutachten zur Lagerstättenerkundung
- geowissenschaftliche Informationsdienste

## Weiterführende Literatur
- J. Adrian: Charles Smith Wilkinson and the Geological Survey of New South Wales, 1875-1891. in: Geological Society of Australia, Earth Sciences History Group Newsletter, Vol. 15 (1992), S. 7–10